# Veljusa
Veljusa (makedonska: Вељуса) är en ort i Nordmakedonien. Den ligger i kommunen Strumica, i den östra delen av landet, 110 kilometer sydost om huvudstaden Skopje. Veljusa ligger 364 meter över havet och antalet invånare är 1 720.